# Albert de Saxe-Eisenach
Pour les articles homonymes, voir Albert de Saxe (homonymie).
Albert (27 juillet 1599, Altenbourg – 20 décembre 1644, Eisenach) est un prince de la branche ernestine de la maison de Wettin.
Il est le sixième fils du duc Jean II de Saxe-Weimar et de Dorothée-Marie d'Anhalt. Le 24 juin 1633, il épouse Dorothée de Saxe-Altenbourg (26 juin 1601 – 10 avril 1675), fille de son oncle Frédéric-Guillaume Ier de Saxe Weimar. Ils n'ont pas d'enfants survivants.
En 1640, le duché de Saxe-Weimar est divisé entre le duc Guillaume et ses deux frères cadets, Albert et Ernest. Albert reçoit Eisenach. Il meurt quatre ans plus tard, et ses possessions sont partagées entre ses deux frères.